# Министр Армии США
Министр армии США (англ. United States Secretary of the Army) — гражданская должность в Министерстве обороны США. Возглавляет Министерство армии США. Несёт ответственность за все вопросы, касающиеся Армии США: людские ресурсы, персонал, дела резерва, зданий и сооружений, охраны окружающей среды, систем вооружения и оборудования и вопросы его приобретения, коммуникации и финансового управления. Выдвигается президентом и утверждается Сенатом. Не входит в кабинет министров и подчиняется только министру обороны.

## История
Ведомство было создано 18 сентября 1947 года, когда Военное министерство США было преобразовано в Министерство Армии и были созданы новые должности и службы в вооружённых силах США.
Министр армии несёт ответственность за консультирование министра обороны и исполнительной власти федерального правительства по вопросам возможностей и потребностей армии для выполнения своих миссий. Он представляет и обосновывает политику армии, её планы, программы и бюджет министру обороны, исполнительной власти и Конгрессу, а также сообщает об этом общественности. По мере необходимости, министр проводит совещания со старшим руководством армии для обсуждения вопросов и обеспечения направления или обращается к ним за советом.
Кеннет Клайборн Роял, в прошлом военный министр, стал первым министром армии, после того как был принят «Закон о национальной обороне 1947 года», и обязанности министра по военным делам были возложены на министра обороны.

## Организация
В канцелярию министра армии входят:
- заместитель министра армии;
- помощник министра армии;
- помощник министра армии по административным вопросам;
- генеральный юрисконсульт Департамента Армии;
- генеральный инспектор армии;
- начальник правительственной связи;
- комитет по резерву и политике СВ.

Могут быть установлены другие отделения и должности законом или самим министром. Но всего в канцелярии может быть не более 1865 сотрудников армии, так как это установлено Министерством обороны.

## Список министров армии

Герб министра армии (сверху) и его заместителя (снизу)

| Министр                                                       | Начало полномочий     | Окончание полномочий  |
| ------------------------------------------------------------- | --------------------- | --------------------- |
| Кеннет Клайборн Роял                                          | 18 сентября 1947 года | 27 апреля 1949 года   |
| Гордон Грей                                                   | 20 июня 1949 года     | 12 апреля 1950 года   |
| Фрэнк Пэйс                                                    | 12 апреля 1950 года   | 20 января 1953 года   |
| Роберт Тен Брук Стивенс                                       | 4 февраля 1953 года   | 21 июля 1955 года     |
| Уилбер Марион Брукер                                          | 21 июля 1955 года     | 19 января 1961 года   |
| Элвис Джекоб Стар                                             | 24 января 1961 года   | 30 июня 1962 года     |
| Сайрус Робертс Вэнс                                           | 5 июля 1962 года      | 21 января 1964 года   |
| Стивен Эйлис                                                  | 28 января 1964 года   | 1 июля 1965 года      |
| Стэнли Р. Ресо                                                | 2 июля 1965 года      | 30 июня 1971 года     |
| Роберт Ф. Фролк                                               | 1 июля 1971 года      | 14 мая 1973 года      |
| Говард Х. Кэловей                                             | 15 мая 1973 года      | 3 июля 1975 года      |
| Мартин Р. Хоффманн                                            | 5 августа 1975 года   | 20 января 1977 года   |
| Клиффорд Л. Александер                                        | 14 февраля 1977 года  | 20 января 1981 года   |
| Джон О. Марш                                                  | 21 января 1981 года   | 13 августа 1989 года  |
| Майкл П. У. Стоун                                             | 14 августа 1989 года  | 20 января 1993 года   |
| Того Д. Вест                                                  | 22 ноября 1993 года   | 2 декабря 1997 года   |
| Роберт М. Уокер                                               | 2 декабря 1997 года   | 2 июля 1998 года      |
| Луис Кальдера                                                 | 2 июля 1998 года      | 20 января 2001 года   |
| Грегори Р. Далберг                                            | 20 января 2001 года   | 5 марта 2001 года     |
| Джозеф В. Уэстфол                                             | 5 марта 2001 года     | 31 мая 2005 года      |
| Томас Е. Уайт                                                 | 31 мая 2005 года      | 9 мая 2003 года       |
| Лес Браунли                                                   | 10 мая 2003 года      | 18 ноября 2004 года   |
| Фрэнсис Дж. Харви                                             | 19 ноября 2004 года   | 9 марта 2007 года     |
| Пит Гирэн                                                     | 9 марта 2007 года     | 21 сентября 2009 года |
| Джон М. Макхью (англ. John M. McHugh)                         | 21 сентября 2009 года | 1 ноября 2015 года    |
| Эрик Фэннинг                                                  | 3 ноября 2015 года    | 11 января 2016 года   |
| Патрик Мерфи (англ. Patrick Murphy (Pennsylvania politician)) | 11 января 2016 года   | 17 мая 2016 года      |
| Эрик Фэннинг                                                  | 17 мая 2016 года      | 20 января 2017 года   |
| Марк Эспер                                                    | 20 ноября 2017 года   | 24 июня 2019 года     |